# Xã Graham Lakes, Quận Nobles, Minnesota
Xã Graham Lakes (tiếng Anh: Graham Lakes Township) là một xã thuộc quận Nobles, tiểu bang Minnesota, Hoa Kỳ. Năm 2010, dân số của xã này là 218 người.